# Robert Hersov
Robert Basil Hersov (* 9. Oktober 1960 in Johannesburg, Südafrika) ist ein Manager und Unternehmer. Er entstammt der Hersov-Familie aus Südafrika, den Gründern der Anglovaal-Gruppe.

## Leben
Seine Eltern sind Basil Edward Hersov und Antoinette. Hersov besuchte Michaelhouse in den Midlands von KwaZulu-Natal. 1982 schloss er an der Universität Kapstadt den Studiengang B.Bus.Sci ab. 1989 erlangte er seinen MBA an der Harvard Business School.
Er begann seine Karriere bei Goldman Sachs in New York und wurde danach Leiter des europäischen Media Investment Banking Teams bei Morgan Stanley in London. 1989 bis 1991 war er Business Development Executive bei der News Corporation in New York für den Chairman Rupert Murdoch. Anschließend war er als Vorstandsmitglied beim Luxusgüterkonzern Richemont S.A. Gleichzeitig managte er FilmNet.
Danach wurde er bis August 1997 CEO von Telepiu Srl in Mailand, Italiens größter Pay-TV-Gesellschaft, die zur Mediengruppe Mediaset gehört, wo er zugleich Vorstandsmitglied war.
1999 machte er sich als Investor und Unternehmer selbständig: September 1999 war er Mitgründer von Antfactory; November 1999 half er bei der Gründung von Peoplenews.com.
Er ist an folgenden Unternehmen beteiligt:
- 100 % an Sapinda International Ltd., London; ein Fonds, an dem er sämtliche Anteile hält.
- Sapinda Verwaltungs-GmbH, Berlin; (firmierend als Johanna 84 Vermögensverwaltungs GmbH[1])
- Sapinda Beteiligungs-KG, Berlin
- Vatas Holding GmbH, Berlin; mit Geschäftsführer Lars Windhorst (seit 27. Januar 2009 in Insolvenz)[2]
- VATAS International B.V., Amsterdam
- 22,10 % an Freenet AG, Büdelsdorf[1][3]; April 2008 veräußert[4]
- Vatas (Belgique) SA
- 24 % an conVISUAL AG, Oberhausen – Multimedia[5]
- 17,91 % an Curanum AG, München – Betreiber von Seniorenpflegeheimen
- Haarlem One
- 18,56 % an Air Berlin PLC & Co. KG, Berlin; 1. April 2008 veräußert[6]
- 8,44 Prozent an Balda AG[7]
- 10 % an Jack White Productions AG mit Sitz in Berlin[8]

Er wurde Mitbegründer von Marquis Jets Europe. Als diese 2004 von Netjets Europe (einem Tochterunternehmen der Berkshire Hathaway Inc. von Warren Buffett, das die größte Privatfliegerflotte der Welt hat) übernommen wurde, wurde er dort Vice Chairman.